# Jívoví
Jívoví (in tedesco Iwowy) è un comune ceco situato nel distretto di Žďár nad Sázavou, nella regione di Vysočina.